# 汤姆·赫宁·奥弗雷勃
汤姆·赫宁·奥弗雷勃（挪威語：Tom Henning Øvrebø，1966年6月26日—）是一名挪威籍足球球證，本身的職業是心理學家。1992年9月20日首次執法挪威足球超級聯賽，1994年成為國際球證。奧維保因在執法2009年的歐洲聯賽冠軍盃四強賽車路士對巴塞隆拿一次作出多次誤判而備受爭議。

## 执法生涯

### 本国联赛
从1992年9月20日起，奥弗雷勃执法了超过200场的挪威足球超级联赛。在1994年，他成为一名FIFA认可的国际裁判。他获得了2001年、2002年、2003年、2005年以及2006年奈森奖（Kniksen award）的最佳裁判奖项。他还执法了1999年和2006年的挪威杯决赛。

### 2008年欧洲杯
2008年，他取代了同乡泰耶·豪格（Terje Hauge）成为2008年欧洲杯的裁判。他执法了德国对阵波兰和意大利对阵罗马尼亚的比赛，后者的结果是1比1。意大利足协赛后收到了来自欧足联的道歉，因为卢卡·托尼的进球被错误地判作越位。另外，本场比赛中奥弗雷勃给予罗马尼亚的点球以及结束时刻对德罗西出示的黄牌也遭到了官方的批评，事后，他对那个越位判罚表示了道歉。他也是6个没有继续执法淘汰赛阶段比赛的裁判之一。

### 2008-09赛季欧洲冠军联赛
奥弗雷勃在执法了2008-09赛季欧洲冠军联赛半决赛切尔西对阵巴塞罗那的比赛后招来了更大的争议。在这场5月6日进行的欧冠半决赛中，赫寧作出多次錯誤判決，包含25分鐘時馬盧達在禁區被阿爾維斯犯規，赫寧卻判決是禁區外自由球、26分鐘時德罗巴在禁區被身後的阿比達爾拉倒沒有任何表示、56分鐘時德羅巴再次突入禁區被亞亞圖雷從身後放倒赫寧依舊沒有表示、66分钟时奥弗雷勃对巴萨后卫阿比达尔直接出示了红牌，但录像显示阿内尔卡是假摔，阿比达尔並無犯規、81分鐘皮克禁區張開雙手的明顯手球赫寧依舊沒表示、96分鐘巴拉克射門被高舉雙手的埃托奧擋出，也沒有判罰點球。總括而言，奧維保對車路士漏判了6次十二碼，同時對巴塞作出紅牌的誤判。
赛事的爭議時刻中，切尔西球员多次在场上围住了奥弗雷勃，試圖令奥弗雷勃的判罰對切尔西有利，其中，最知名的幾個片段包括了比賽尾聲射門被手球擋下的巴拉克追在奥弗雷勃身後大吼質疑為何沒有判罰十二碼（而裁判則是無視巴拉克的抗議），以及賽後对着摄像机镜头喊髒話侮辱球證的德羅巴。在2019年的歐洲足球先生頒獎典禮上，擔任主持人的德羅巴分享了一個小故事：當天原本有一位小男孩，就在他對攝影機鏡頭大喊“It's a fucking disgrace”（「這場比賽是天大的恥辱」，此句後來被香港球迷空耳成「北京電視機」）之後要離場時，上前想和他合照，但對於裁判糟糕的判決仍舊怒氣沖沖的他沒有理會那個小男孩，而十年後那個小男孩終於在典禮上一圓心願，他正是2019年票選第六的姆巴佩。
雖然巴萨被誤罰红牌打少一人，但仍憑伊涅斯塔於第93分钟絕殺切尔西，以客場入球優惠晉級决赛。
最終於半决赛出局的切尔西主帅希丁克指責認为奥弗雷勃为“他见过的最差的表现”。其后，他為自己的發言道歉。奥弗雷勃事后也收到了大量來自切尔西球迷的死亡威胁，并在警察的帮助下，才离开了英格兰。
后来德罗巴收到了欧足联4场禁赛的罚单（另加两场缓刑两年执行），博辛瓦收到了禁赛3场（缓刑1场）的罚单。切尔西俱乐部也收到了罚款8万5千欧元的处罚。两位球员进行了上诉以后，同獲減罰一场。在执法这场比赛之前，奥弗雷勃一共执法了48场欧洲赛事，其中包括了21场的冠军联赛。
2018年，赫寧接受馬卡報採訪承認那天犯了錯誤。

### 2009-10赛季欧洲冠军联赛
在09-10赛季欧洲冠军联赛奥弗雷勃执法了八分之一决赛拜仁慕尼黑队主场对阵佛罗伦萨队的比赛，在该场比赛中多次判罚再次遭人质疑，先是在上半场结束前将马里奥·戈麦斯的进球取消改判为拜仁慕尼黑队的点球，下半场又将是佛罗伦萨队的马西莫·戈比红牌罚下，终场结束前判罚拜仁慕尼黑队的米罗斯拉夫·克洛泽的争议进球有效，但是根据慢镜头显示克洛泽在进球前已处于明显越位的位置。这些极具争议的判罚在比赛结束后引起巨大争议，两队主教练都认为这是错误判罚。奥弗雷勃最初将责任归咎于边裁的“错误信息”，但最终承认他对此判罚负责。

## 外部連結
- RateTheRef.net 奧維保檔案 （页面存档备份，存于）